# The Moral Maze
The Moral Maze é um programa de debate da BBC Radio 4 no qual um painel residente discute dilemas morais e éticos levantados por um acontecimento recente. Michael Buerk formula um preâmbulo como forma de lançar o tema, de seguida, uma série de «testemunhas» — especialistas ou outras personalidades relevantes — são questionados pelo painel e este procede depois com a discussão do que foi dito.
Michael Buerk apresenta o programa desde agosto de 1990, sendo substituído por David Aaronovitch em caso de ausência. Produzido originalmente na New Broadcasting House da BBC North West em Oxford Road, Manchester, a produção do programa está baseada em Salford Quays. O programa é transmitido ao vivo da Broadcasting House, em Londres. Desde novembro de 2011 também está disponível como podcast.

## Painel
Entre os painel de comentadores residentes contam-se Claire Fox, Giles Fraser, Anne McElvoy, Michael Portillo, Melanie Philips e Matthew Taylor. Participantes notáveis do painel incluem o Rabino Hugo Gryn, Janet Daley, Edward Pearce, Geoffrey Robertson, Michael Mansfield, Michael Gove, Ian Hargreaves, Kenan Malik, o cientista Steven Rose, os filósofos Simon Blackburn e Roger Scruton, e o historiador David Starkey, conhecido pela sua atitude irascível no programa.

## Adaptação televisiva
No início de 1994, foi transmitido um programa especial que derivou, eventualmente, numa série de com seis episódios de 45 minutos, estreada a 10 de setembro de 1994 na BBC2.

## Crítica
No seu livro Bad Thoughts (Crimes Against Logic nos Estados Unidos), o filósofo libertário Jamie Whyte, participante no programa, aponta o programa como exemplo de numerosas falácias lógicas.